# NGC 1363
NGC 1363 (również PGC 13245) – galaktyka spiralna (Sbc), znajdująca się w gwiazdozbiorze Erydanu. Odkrył ją Sherburne Burnham 31 grudnia 1877 roku.